# 신안주
신안주(新安州)는 조선민주주의인민공화국 평안남도 안주시에 위치한 지역 이름이다. 인구는 15,835명(2006년 기준)이다.